# Lilli Lehmann
Elisabeth Maria Lehmann nota come Lilli Lehmann (Würzburg, 24 novembre 1848 – Berlino, 17 maggio 1929) è stata un soprano tedesco, una delle prime grandi interpreti delle opere di Richard Wagner.

## Biografia
Lilli Lehmann ricevette le prime lezioni di canto dalla madre, Maria Theresia Löw, amica di Wagner, cantante ella stessa e arpista. Il padre, Karl-August Lehmann, era un tenore e la sorella minore, Marie (1851–1931), divenne anch'ella cantante (mezzosoprano).
Fece il suo debutto nel 1865 a Praga, nella parte di uno dei tre genietti ne Il flauto magico di Mozart, quindi interpretò anche Pamina e la Regina della Notte. Si esibì quindi a Danzica e a Lipsia, per approdare all'Opera di Stato di Berlino nel ruolo di Margherita ne Gli ugonotti di Giacomo Meyerbeer nel 1869, e in Un accampamento in Slesia, dello stesso compositore, nel 1870, riscuotendo un grande successo. Partita come soprano leggero o di agilità, riuscì, attraverso un lavoro costante, a diventare soprano drammatico, arricchendo la voce di possanza e ampiezza.
Conobbe Wagner nel 1863 a Praga, dove egli si era recato per dirigere alcuni concerti. La Lehmann fece parte del cast del primo Festival di Bayreuth nel 1876, e cantò i ruoli di Woglinde ne L'oro del Reno, di Ortlinde in La Valchiria e dell'Uccello della foresta in Sigfrido. Nel 1886 cantò per la prima volta il ruolo di Brunilde.
Al Wiener Staatsoper debutta nel 1882 come Katharina in Der Widerspenstigen Zähmung di Hermann Goetz poi è Frau Fluth ne Le allegre comari di Windsor (opera), Marzelline in Fidelio con Marianne Brandt (cantante), la protagonista in Carmen (opera) e Margherita di Valois ne Gli ugonotti, nel 1883 Christine in Das goldene Kreuz di Ignaz Brüll, nel 1884 Micaela in Carmen e nel 1885 Leonore in Fidelio, Konstanze in Die Entführung aus dem Serail e la protagonista in Lucia di Lammermoor.
Successivamente venne invitata a cantare in molte capitali europee, come Londra, Parigi, Praga, Stoccolma e Vienna e dal 1885 al 1890 si esibì alla Metropolitan Opera di New York, trattenendosi negli Stati Uniti più di quanto le era stato concesso dalla Staatsoper di Berlino, e pertanto andando incontro ad aspre polemiche in patria. Contribuì a far apprezzare anche in America le opere di Wagner, assieme ad altri cantanti quali Emil Fischer, Max Alvary, Marianne Brandt e Anton Seidl.
Al Metropolitan Opera House debutta nel novembre 1885 come Carmen diretta da Anton Seidl poi è Brünnhilde in Die Walküre diretta da Walter Damrosch con Emil Fischer e la Brandt, Sulamith in Die Königin von Saba di Karl Goldmark e Berthe in Le prophète, nel 1886 Marguerite in Faust, Irene in Rienzi, Venus in Tannhäuser (opera) ed Isolde in Tristan und Isolde, nel 1887 Viviane in Merlin di Karl Goldmark, Leonore in Fidelio, Brünnhilde in Sigfrido (opera), Rachel ne La Juive e la protagonista in Euryanthe, nel 1888 Brünnhilde ne Il crepuscolo degli dei, nel 1889 Valentine in Les Huguenots, Donna Anna in Don Giovanni (opera) con marito, il tenore Paul Kalisch, ed Amelia in Un ballo in maschera, nel 1890 la protagonista in Aida e Norma (opera), nel 1891 Philine in Mignon con Sofia Scalchi e Leonora ne Il trovatore, nel 1892 Sélika ne L'Africaine con Jean de Reszke ed Édouard de Reszke e nel 1899 Fricka in Das Rheingold diretta da Franz Schalk arrivando a 265 recite al Met.

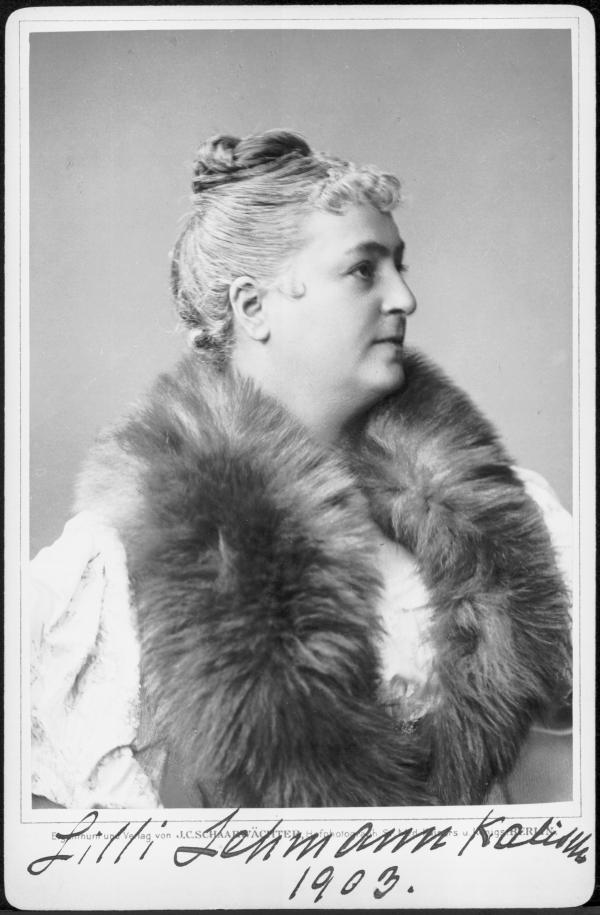
Lilli Lehmann, 1903

Ancora a Vienna nel 1888 e Susanna ne Le nozze di Figaro, nel 1891 la protagonista in Lucrezia Borgia (opera) e Brünnhilde ne Il crepuscolo degli dei, nel 1895 Elvira in Ernani e Brünnhilde in Die Walküre e Siegfried, nel 1900 la protagonista in Aida diretta da Gustav Mahler e terminando nel 1907 come Konstanze in Die Entführung aus dem Serail.
Grazie all'intervento personale del Kaiser Guglielmo II, poté tornare a cantare in Germania nel 1891, e iniziò nello stesso tempo anche la carriera di insegnante, avendo fra le sue allieve anche Geraldine Farrar, Olive Fremstad, Viorica Ursuleac, Emmy Krüger e Germaine Lubin. Fu autrice di un trattato sull'arte del canto, Meine Gesangskunst.
Tra il 1901 e il 1910 contribuì alla fondazione del Festival di Salisburgo, e cantò nel Don Giovanni (Donna Anna) e ne Il flauto magico. Assunse la direzione artistica dell'impresa e divenne una delle più attive sostenitrici del Mozarteum.
All'età di 62 anni si ritirò dalle scene per limitarsi all'attività concertistica. La sua voce, di grande qualità e volume, la rese non solo una delle più grandi interpreti del repertorio wagneriano, ma anche un'ottima interprete di Mozart. Nei ruoli di Brunilde e Isolde era insuperata, ma si cimentò anche nel repertorio liederistico.
Aveva sposato nel 1888 il tenore Paul Kalisch, da cui si separò qualche tempo dopo. Vegetariana, amava molto gli animali, e si impegnò nella lotta contro la vivisezione.

## Repertorio
| Ruolo                                  | Titolo                          | Autore    |
| -------------------------------------- | ------------------------------- | --------- |
| Leonore Marzelline                     | Fidelio                         | Beethoven |
| Adalgisa Norma                         | Norma                           | Bellini   |
| Carmen Micaëla                         | Carmen                          | Bizet     |
| Lucrezia Borgia                        | Lucrezia Borgia                 | Donizetti |
| Lucia Ashton                           | Lucia di Lammermoor             | Donizetti |
| Sulamith                               | Die Königin von Saba            | Goldmark  |
| Marguerite                             | Faust                           | Gounod    |
| Rachel                                 | La juive                        | Halévy    |
| Isabella                               | Robert le diable                | Meyerbeer |
| Margherita di Valois Valentine         | Gli ugonotti                    | Meyerbeer |
| Berthe                                 | Le prophète                     | Meyerbeer |
| Sélika                                 | L'Africaine                     | Meyerbeer |
| Konstanze                              | Die Entführung aus dem Serail   | Mozart    |
| Susanna                                | Le nozze di Figaro              | Mozart    |
| Donna Anna Donna Elvira Zerlina        | Don Giovanni                    | Mozart    |
| Pamina Prima dama Regina della Notte   | Die Zauberflöte                 | Mozart    |
| Frau Fluth                             | Die lustigen Weiber von Windsor | Nicolai   |
| Rosina                                 | Il barbiere di Siviglia         | Rossini   |
| Philine                                | Mignon                          | Thomas    |
| Elvira                                 | Ernani                          | Verdi     |
| Leonora                                | Il trovatore                    | Verdi     |
| Violetta Valéry                        | La traviata                     | Verdi     |
| Amelia                                 | Un ballo in maschera            | Verdi     |
| Aida                                   | Aida                            | Verdi     |
| Irene                                  | Rienzi                          | Wagner    |
| Venere                                 | Tannhäuser                      | Wagner    |
| Freia Fricka Woglinde                  | Das Rheingold                   | Wagner    |
| Brünnhilde Helmwige Ortlinde Sieglinde | Die Walküre                     | Wagner    |
| Isolde                                 | Tristan und Isolde              | Wagner    |
| Brünnhilde Valdvogel                   | Siegfried                       | Wagner    |
| Brünnhilde Dritte Norn Woglinde        | Götterdämmerung                 | Wagner    |
| Euryanthe                              | Euryanthe                       | Weber     |

## Opere
- Mein Weg, Lipsia, 1913 (autobiografia)
- Meine Gesangskunst, Berlino, Bote & Bock, 1902-1920-1922.
- How to sing, traduzione in inglese dall'originale in tedesco Meine Gesangkunst (1902-1922), Dover Publications, 1993, ISBN 0-486-27501-9
- Il Canto: Arte e Tecnica, traduzione in italiano dall'originale in tedesco Meine Gesangskunst (1922), Analogon Edizioni, 2013, ISBN 978-88-905713-6-7

## Discografia parziale
- Lilli Lehmann: Soprano 1905, 2013 Global Village
- Lilli Lehmann: Soprano 1848-1929 Bel Canto, 2013 Global Village
- How to Sing: Vocal Techniques from the Legendary Opera Singer Lilli Lehmann, 2012 Lifeline Audio Books
- Great Opera Singers - Lilli Lehmann/Recordings 1906 - 1907, 2010 Classical Moments
- Prima Voce: Lilli Lehmann, 2005 Nimbus
- Lebendige Vergangenheit - Lilli Lehmann, 1999 Preiser